# Combats de maître
 (mars 2020).
Si vous disposez d'ouvrages ou d'articles de référence ou si vous connaissez des sites web de qualité traitant du thème abordé ici, merci de compléter l'article en donnant les références utiles à sa vérifiabilité et en les liant à la section « Notes et références ».
Série Drunken Master
Le Maître chinois
(1978) Drunken Master 3
(1994)
Pour plus de détails, voir Fiche technique et Distribution.
Combats de maître ou Ivresse au combat au Québec (chinois : 醉拳二) est un film hongkongais réalisé par Liu Chia-liang et Jackie Chan, sorti en 1994. C'est la suite du film Le Maître chinois. Jackie Chan y incarne toujours le héros populaire chinois Wong Fei-hung.
Le film Drunken Master 3, qui sort 5 mois plus tard, ne reprend ni l'histoire, ni les personnages, ni les acteurs (Jackie Chan étant remplacé par Andy Lau dans le rôle principal).

## Synopsis
Vers le début du XXe siècle, pour éviter de payer des droits de douanes, Wong Fei-hung, personnage mythique du folklore chinois, créateur de la "boxe de l'homme ivre", joué par Jackie Chan, cache un paquet contenant du ginseng dans les bagages d'un ambassadeur britannique qui en est exempté. La valise contient déjà un paquet similaire, qui contient un sceau de jade volé par l'ambassadeur.
Fu Wen-chi (Liu Chia-Liang), un officier mandchou pense récupérer le sceau de jade, mais se trompe et part avec le ginseng. Fei-hung récupère à son tour un paquet dans la valise de l'ambassadeur, et se retrouve avec le sceau. L'histoire début ainsi sur un quiproquo.
Le groupe spécialisé dans le vol d'antiquités chinoises retrouve Fei-hung et tente de lui reprendre le sceau sans succès. Fu Wen-chi retrouve à son tour Fei-hung, et lui explique l'affaire. Le groupe fait alors appel à une bande armée pour attaquer Fei-hung, arrivant ainsi a récupérer le sceau. Décidé à récupérer le sceau, Fei-hung s'introduit alors dans l'ambassade, mais se fait attraper. L'ambassadeur, incommodé par le bruit occasionné par l'école d'arts martiaux voisine qui appartient au père de Fei-hung, saisit l'occasion pour obliger le père à vendre le terrain. Le père accepte et Fei-hung est libéré.
Des amis de Fei-hung découvrent le repaire des voleurs. Aidé par les élèves de l'école d'arts martiaux, il défait le groupe de voleurs. Les antiquités volées sont ainsi récupérées, il obtient les remerciements du gouverneur.
Cette histoire fait la part belle au peuple chinois face aux colons britanniques. Elle a également été retracée avec tous ses rebondissements dans les 33 épisodes de la série chinoise intitulée "Huang Feihong, l'humaniste", sur CCTV.

## Fiche technique
- Titre français : Combats de maître
- Titre original : chinois traditionnel : 醉拳二
- Titre original anglophone : Drunken Master II
- Réalisation : Liu Chia-liang et Jackie Chan
- Scénario : Edward Tang, Man-Ming Tong, Kai-Chi Yun
- Production : Leonard Ho, Edward Tang,	Eric Tsang, Barbie Tung
- Musique : Wai Lap Wu, Michael Wandmacher (nouvelle version: 2000)
- Photographie : Tony Cheung, Yiu-Tsou Cheung, Jingle Ma, Man-wan Wong
- Montage : Peter Cheung
- Sociétés de production : Golden Harvest, Hong Kong Stuntman Association, Paragon Films Ltd.
- Pays d'origine : Hong Kong
- Format : couleur - 35 mm - technovision - 2.35:1
- Genre : action, comédie d'arts martiaux
- Durée : 102 minutes
- Dates de sortie : 
  - Hong Kong : 3 février 1994
  - France : 1998 (en VHS)

## Distribution
- Jackie Chan (VF : Jean-Pierre Denuit ; VQ : François L'Écuyer) : Wong Fei-hung
- Anita Mui (VQ : Hélène Mondoux) : madame Wong, la belle-mère de Fei-Hung
- Ti Lung (VQ : Mario Desmarais) : Wong Kei-ying, le père de Wong
- Felix Wong (VQ : Denis Roy) : Tsang
- Liu Chia-liang (VQ : Benoît Marleau) : le général Fu Wen-Chi
- Ken Lo (VF : Frédéric Meaux ; VQ : Sylvain Hétu) : John
- Chin Ka-lok (VQ : Jacques Lussier) : Fo Sang
- Ho-Sung Pak (VQ : Pierre Auger) : Henry
- Cheung Chi-kwong (VQ : Louis-Philippe Dandenault) : Tso
- Han Yi-sheng : Hing
- Andy Lau : l'officier du contre-espionnage
- Ho Wing-fong (VQ : Charlotte Bernard) : Fun
- Law Kar-ying : Marlon (également Kar Ying Lau Kar-ying)
- Lau Siu-ming : Chiu
- Suki Kwan : la femme de Chiu

## Production
Leonard Ho, Edward Tang, Eric Tsang et Barbie Tung sont les producteurs de ce film.

## Autour du film
- Les bénéfices du film ont été reversés à l’Association des cascadeurs de Hong-kong. En 2020, Jackie Chan a été récompensé par celle-ci lors de son 7ème banquet du nouvel an chinois[6] en raison de leur longue collaboration.
- Il y a eu des problèmes financiers pendant le tournage du film. Jackie a renvoyé Liang Liu-chia de la mise en scène, et les deux hommes ne se parlent plus depuis. Les cascadeurs n'étant pas rémunérés, Ti Lung leur a donné tout son salaire.
- Bien qu'Anita Mui ait neuf ans de moins que Jackie Chan, elle joue le rôle de sa belle-mère dans ce film.

## Récompenses
- En 1997, gagne le prix du meilleur film asiatique au Fant-Asia Film Festival
- En 1994, gagne le prix de la meilleure chorégraphie d'action au Golden Horse Festival
- En 1995, gagne le prix de la meilleure chorégraphie d'action et est nommé pour le meilleur montage au Hong Kong Film Awards